# Hipódromo de Ksar Saïd
El Hipódromo de Ksar Saïd es una pista de carreras ubicada en Den Den alrededor de la Ciudad de Túnez, en el país africano de Túnez. Alberga numerosas carreras de caballos. Los acontecimientos más importantes de la temporada son el Gran Premio del Presidente de la República para las carreras de caballos árabes y el Gran Premio de carreras de caballos pura sangre ingleses nacidos y criados en Túnez.